# 奥尔特罗纳-迪圣马梅泰
奥尔特罗纳-迪圣马梅泰（義大利語：Oltrona di San Mamette），是意大利科莫省的一个市镇。总面积2.71平方公里，人口2268人，人口密度836.9人/平方公里（2009年）。ISTAT代码为013169。